# Dionisio el Foceo
Dionisio el Foceo, Dionisio el Foceano o Dionisio de Focea (Διονύσιος ο Φωκαεύς) fue un marinero griego del siglo V A.C. conocido principalmente por su participación en la Batalla de Ladé en el 494 A.C. durante la revuelta jónica. Antes de esta batalla, pronunció un discurso a sus aliados jónicos en el que les pidió que le confiaran el mando. Por lo tanto, comenzó a aplicar una excelente disciplina al ejército, pero entrenó a los soldados jónicos tan duro que se amotinaron después de siete días y se negaron a continuar con los ejercicios. La batalla que siguió fue un desastre para los griegos. Ante este fracaso, Dionisio se hizo a la mar y se hizo pirata.
Su vida es prácticamente es desconocida para nosotros, y si no hubiera participado en la Batalla de Ladé probablemente nunca hubiera pasado a la historia. Sin embargo, a pesar de esta poca información, se considera que Dionisio el Foceano es uno de los piratas más antiguos que conocemos.

## Contexto

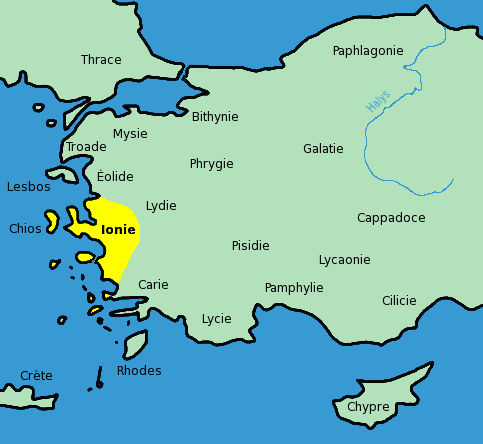
Posición de Jonia en Asia Menor.

En el siglo X A.C. los griegos cruzaron el mar Egeo para asentarse en las costas de Asia Menor donde fundaron una serie de ciudades que más tarde se unirían en la confederación jónica .
Sin embargo, el inmenso imperio persa, en creciente expansión, llegó hasta estas ciudades-estado y les impuso una tutela en el 540 a. anuncio La dominación de los persas fue sin embargo ligera, cada ciudad conservó sus instituciones y sus costumbres a condición de aceptar la autoridad de un sátrapa (oficial) de los persas y de enviar cuotas armadas para tomar parte en las campañas persas. A pesar de todo, las ciudades jónicas vieron reducida su independencia a medida que los persas se apoderaban de las regiones que las abastecían.
Una expedición persa contra los escitas terminó en desastre y el ejército persa incluso escapó del cerco gracias a la lealtad del contingente griego. Este hecho hizo pensar a las ciudades jónicas que podían sublevarse contra la dominación persa sin excesivo riesgo.
Como sugiere su nombre, Dionisio el Foceano era de Focea, una de las ciudades de la confederación jónica.

## Biografía

### Batalla de Lade

#### Discurso
Al enterarse de una futura expedición persa contra ellos, los jonios convocaron una asamblea general en el Panionion. Allí decidieron que no formarían un ejército de tierra, sino que se harían a la mar una flota considerable para defender a la ciudad de Mileto, para ello se reunirían lo antes posible en Ladé, una pequeña isla frente a esa ciudad.
Cada ciudad envió barcos para la batalla y, tan pronto como llegaron a Ladé, Dionisio el Foceano notó que las tropas griegas tenían la moral baja y sufrían de falta de disciplina. Mientras las flotas aliadas se reunían en los alrededores, las conferencias entre jonios continuaban en Ladé. Como cada individuo tenía la libertad de dar su opinión, Dionisio, general de los foceanos, pronunció un discurso ante la asamblea en el que exhortó a los jonios a ser más disciplinados y les pidió que le confiaran el mando. Este discurso fue informado por Heródoto.

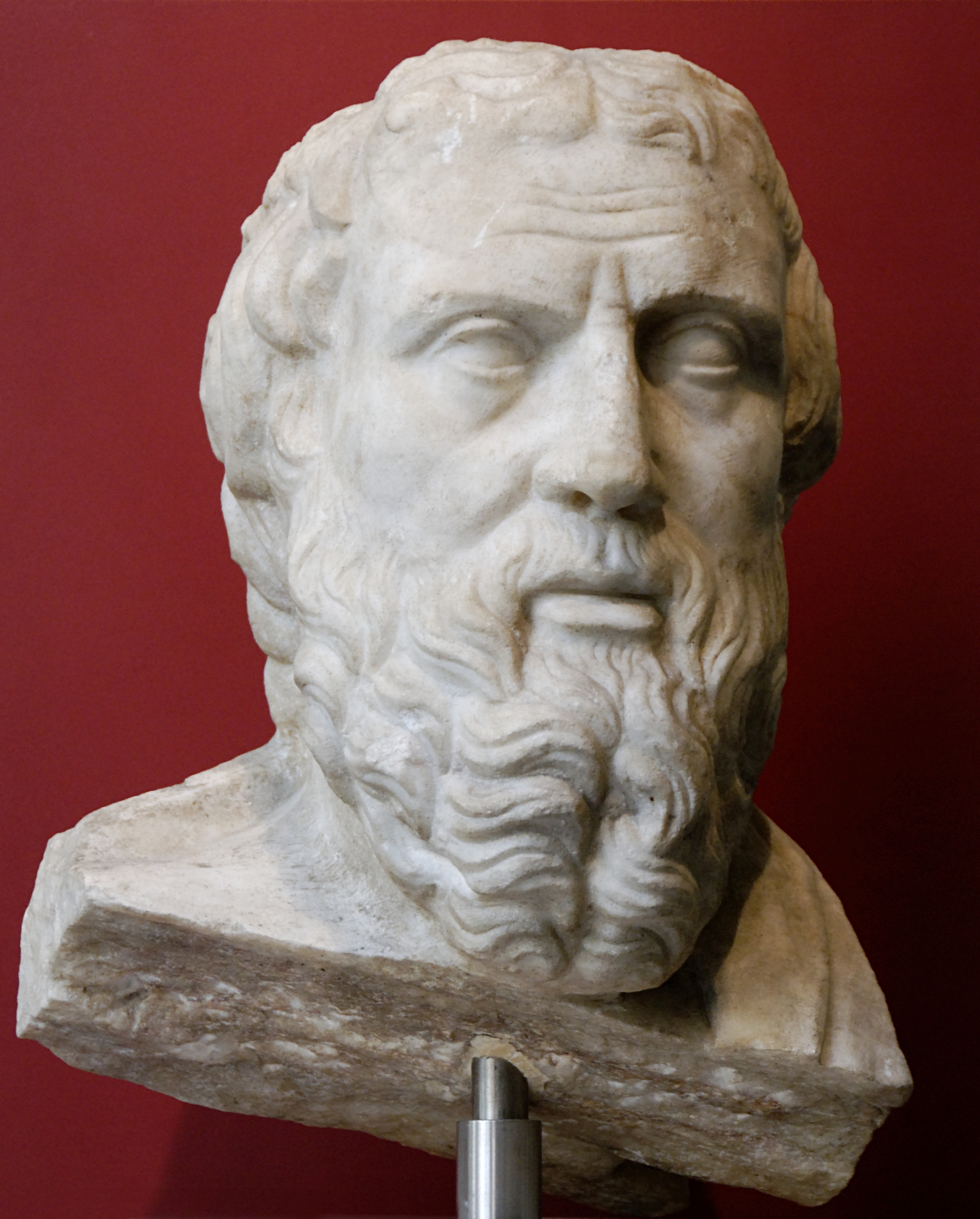
Heródoto

“Ciudadanos de Jonia, nuestros asuntos penden del filo de la navaja; ¿seremos libres o seremos esclavos? ; y, lo que es peor, tratados como esclavos fugitivos? Si os acercáis al peligro con valentía, si la fatiga no os asusta, lo sé, tendréis muchos problemas por el momento; pero también, poniéndote en condiciones de vencer al enemigo, tienes la certeza de ser libre. Si, por el contrario, cedes a la dulzura, si no observas la disciplina ni el orden, no veo forma de que escapes a la venganza que Dariusquerrás sacar de tu revuelta. Déjate persuadir por mi consejo; encomiéndate a mí y te garantizo, si los dioses permanecen neutrales, que sabré impedir que el enemigo llegue a las manos, o, si pelea, asegurar su completa derrota."

“Debemos vengar nuestra libertad o sufrir el castigo reservado a los esclavos fugitivos: las fatigas de unos días serán compensadas por una vida gloriosa y feliz. Pónganse bajo mi liderazgo, y yo respondo sobre mi cabeza, a menos que los dioses se declaren contra nosotros, el enemigo será vergonzosamente derrotado"

“¡Miren, nuestro negocio está realmente al filo de la navaja, jonios! ¿Seréis libres, seréis esclavos fugitivos? Si resistes la opresión, los esfuerzos te parecerán dolorosos al principio; pero comprarás tu libertad derrotando a tus enemigos."

“De hecho, nuestros asuntos se reducen al último extremo, caballeros. Necesariamente debemos ser libres o esclavos, y miserables esclavos. Si, pues, queréis evitar las desgracias que os amenazan, debéis, sin demora, abrazar el trabajo y el cansancio, y comprar vuestra libertad con la derrota de vuestros enemigos."

##### Análisis del discurso porPseudo-Longinus
Dionisio el Foceano parece tener cierto dominio del arte de la retórica, alabado por el "Pseudo-Longinus":
"Si hubiera querido seguir el orden natural, así hubiera hablado:

“Señores, ahora es el momento de abrazar el trabajo y el cansancio; porque al final nuestros asuntos se reducen al último extremo, etc."

Primero, entonces, transpone esta palabra Señores (jonios), y la inserta solo inmediatamente después de haber infundido miedo en sus almas, como si la magnitud del peligro le hubiera hecho olvidar la cortesía que se debe a los que están en peligro. hablado al comenzar un discurso. Luego invierte el orden de los pensamientos; porque antes de exhortarlos al trabajo, que es sin embargo su fin, les da la razón que debe conducirlos a él, de modo que no parece que sea un discurso estudiado el que les trae, sino que es la pasión que lo obliga a hablar en el acto.»
La expresión en el filo de la navaja era proverbial entre los griegos para pintar un peligro extremo.
Sea como fuere, el discurso de Dionisio el Foceano animó a los jonios, quienes le transfirieron el mando de su flota. Fue elegido general de los confederados reunidos en torno a la isla de Ladé.

#### Preparación antes de la batalla

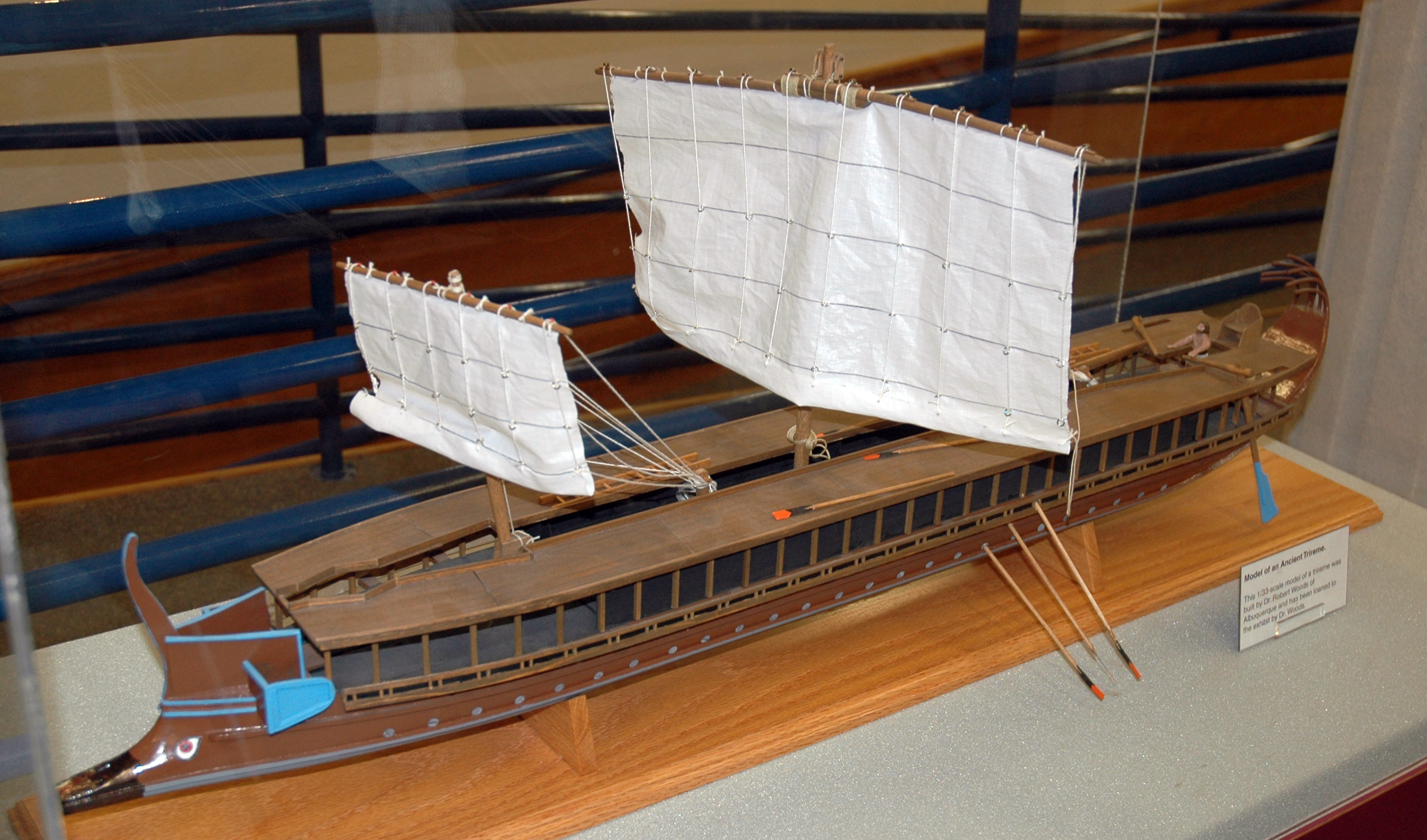
Los griegos habían reunido más de 350 trirremes

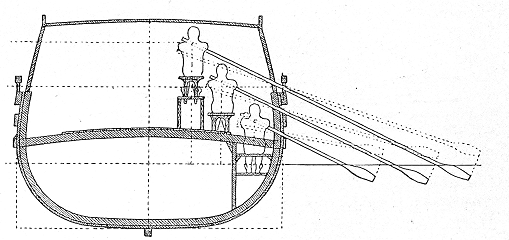
Dionisio el Foceano entrenó a los hombres para dominar los remos.

Mientras esperaba la batalla, obligó a los marineros a realizar ejercicios continuos: distribuyó la flota en tres escuadrones, dispuso los navíos de a dos filas, en orden cerrado de batalla, y acostumbró a los remeros a avanzar y virar, para cruzar alternativamente una y otra línea, mientras la tropa permanecía en los puentes con sus armas y listo para pelear. Quería que los marineros se acostumbraran al remo, que en la antigüedad había sido el principal factor de éxito en las batallas en el mar. Estas maniobras ocupaban gran parte de cada día, el resto del tiempo la flota estuvo anclada.
Las tripulaciones obedecieron con gusto durante siete días; pero las enfermedades, sumadas al calor de la estación, pronto frenaron el celo de los marineros. Tales ejercicios diarios dieron mucho cansancio a los jonios, desacostumbrados a tan duro trabajo, agotados por el cansancio y devorados por el calor del sol. Los griegos, que temían hasta la sombra de una autoridad absoluta, se quejaron, primero con murmullos, luego con gritos, del cansancio que les obligaban a experimentar un forcejeo insolente. Contando los barcos confederados, ridiculizaron a los foceanos que habían traído solo tres barcos (contra cien de la isla de Quíos, 60 de Samos, 70 de Lesbos, 80 de Mileto, etc.).

“¿A qué Dios hemos ofendido para ser condenados a tan pesado trabajo? ¿Cómo somos lo suficientemente estúpidos para obedecer a un foceano, que solo condujo tres barcos aquí? Ya bajo su mando, varios de nosotros enfermamos; y es el destino el que amenaza a los hombres más fuertes de nuestro ejército. No hay males más fáciles de sufrir que los que soportamos hoy; incluso la servidumbre, de la que tenemos miedo, cualquiera que sea, es preferible a nuestra situación actual. ¿Qué enemigo nos abrumaría con una servidumbre más dura? Vamos, tengamos el coraje de ponernos de nuestro lado y dejar de obedecer."
Pierre Daunou

Pronto se amotinaron, bajaron a la costa de la isla de Ladea, montaron un campamento allí y, sentados a la sombra de sus tiendas, se negaron a volver a los barcos y continuar practicando.

#### Batalla y secuelas

Mapa de Lade, Mileto y la península de Micale

Este arrebato de indisciplina preocupó a algunos aliados, como los samios o los lesbosianos, que vieron consecuencias desastrosas para la batalla que se avecinaba. Así, aceptaron las propuestas que se les hacían en nombre de los persas, desertaron en el campo de batalla y pasaron al lado del enemigo. La batalla fue un desastre para los griegos, 120 de los 353 barcos griegos huyeron.

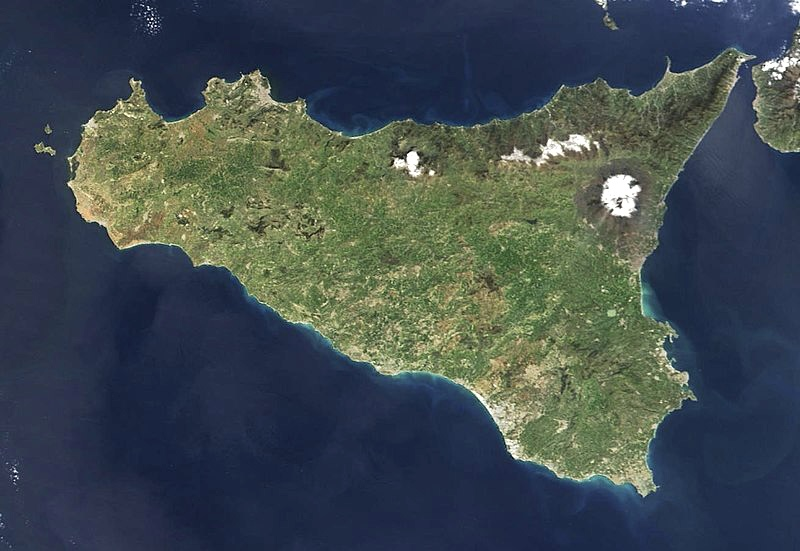
Después de la batalla, Dionisio el Foceano se exilió en Sicilia, donde se convirtió en pirata.

Al ver este fracaso, Dionisio el Foceano zarpó con tres naves persas que acababa de capturar, no para Focea, pues preveía que la ciudad pronto sería esclavizada como el resto de Jonia, sino para Fenicia (actual Líbano e Israel ). En esta costa encontró barcos mercantes, los atacó, hizo mucho dinero y se refugió en Sicilia, donde continuó el comercio de piratas, corriendo sobre los barcos cartagineses, fenicios y tirrenos (o toscanos) que se veían como los aliados de los persas, y perdonando sólo a los de los griegos Dionisio vengó así a sus conciudadanos que fueron masacrados y reducidos a la esclavitud.
Desde entonces no sabemos qué fue de él.
Otros jonios que habían huido de los persas también se convirtieron en piratas, como Histieo .